# Poa gunnii
Poa gunnii là một loài thực vật có hoa trong họ Hòa thảo. Loài này được Vickery miêu tả khoa học đầu tiên năm 1970.